# Carmarthen Town Association Football Club
Il Carmarthen Town Association Football Club (gal. Clwb Pêl-droed Tref Caerfyrddin) è una società calcistica gallese con sede nella città di Carmarthen e milita oggi nella Cymru South.

## Storia
Fondata nel 1948, vanta una vittoria nella locale coppa nazionale, la Welsh Cup, e tre nella Coppa di Lega della massima divisione. Ha inoltre vinto il titolo della Welsh Football League (secondo livello del campionato gallese) e la relativa coppa di lega, la Welsh Football League Cup.

## Palmarès

### Competizioni nazionali
- Coppa del Galles: 1

2006-2007
- Welsh League Cup: 3

2004-2005, 2012-2013, 2013-2014
- Welsh Football League Division One: 1

1995-1996
- Welsh Football League Cup: 1

1995-1996
- Welsh Football League Division Two: 1

1959-1960

### Altri piazzamenti
- Welsh Premier League:

Terzo posto: 2000-2001, 2013-2014
- Coppa del Galles:

Semifinalista: 2008-2009
- Welsh League Cup:

Finalista: 2003-2004
Semifinalista: 2015-2016, 2016-2017
- FAW Premier Cup:

Semifinalista: 2005-2006, 2007-2008

## Statistiche e record

### Statistiche nelle competizioni UEFA
Tabella aggiornata alla fine della stagione 2018-2019.
| Competizione                  | Partecipazioni | G | V | N | P | RF | RS |
| ----------------------------- | -------------- | - | - | - | - | -- | -- |
| Coppa UEFA/UEFA Europa League | 2              | 6 | 1 | 0 | 5 | 8  | 21 |
| Coppa Intertoto               | 2              | 4 | 0 | 1 | 3 | 1  | 11 |

## Rosa 2014-2015
| N. |                        | Ruolo | Calciatore     |
| -- | ---------------------- | ----- | -------------- |
| 1  | Galles (bandiera)      | P     | Lee Idzi       |
| 2  | Galles (bandiera)      | D     | Luke Cummings  |
| 3  | Galles (bandiera)      | D     | Craig Hanford  |
| 5  | Galles (bandiera)      | C     | Ibrahim Farah  |
| 6  | Galles (bandiera)      | C     | Kris Thomas    |
| 7  | Galles (bandiera)      | C     | Chris Hartland |
| 8  | Galles (bandiera)      | C     | Paul Fowler    |
| 9  | Galles (bandiera)      | A     | Luke Prosser   |
| 10 | Galles (bandiera)      | C     | Lewis Harling  |
| 11 | Inghilterra (bandiera) | A     | Kyle Bassett   |
| 12 | Galles (bandiera)      | A     | Taylor Harding |
| 14 | Galles (bandiera)      | C     | Ceri Morgan    |
| 15 | Galles (bandiera)      | C     | Neil Smothers  |

| N. |                             | Ruolo | Calciatore           |
| -- | --------------------------- | ----- | -------------------- |
| 17 | Galles (bandiera)           | A     | Jeff White           |
| 18 | Galles (bandiera)           | C     | Liam Thomas          |
| 19 | Galles (bandiera)           | C     | Hywel Llyr           |
| 21 | Irlanda del Nord (bandiera) | P     | Scott James          |
| 22 | Galles (bandiera)           | C     | Sasha Walters        |
| 39 | Galles (bandiera)           | C     | David Brooks         |
|    | Galles (bandiera)           | A     | Danny Thomas         |
|    | Galles (bandiera)           | C     | Clayton Green        |
|    | Galles (bandiera)           | D     | Jordan Wells         |
|    | Galles (bandiera)           | D     | Jordan Knott         |
|    | Galles (bandiera)           | A     | Sion Dafydd-Williams |
|    | Galles (bandiera)           | C     | Chris Ham            |